# Gheorghe Popescu I
Gheorghe Popescu (n. 8 august 1919, București, România – d. 1 ianuarie 2000, București, România) a fost un fotbalist român care a activat în '30 - '50, în campionatul României și la echipa națională. A deținut funcția de președinte al Federației Române de Fotbal între 1963 și 1967.

## Cariera de jucător
Cariera lui Popescu a început în gradele de tineret ale Gloriei București, unde a jucat în prima echipă la 14 ani. La 16 ani, s-a mutat la clubul de fotbal din București Sportul Studențesc din Divizia B ca extrem stânga. În 1937, el și echipa sa au fost promovați în prima divizie, Divizia A. A fost un jucător obișnuit la o vârstă fragedă și un pilon al echipei ca marcator. În sezonul 1937/38, ca și în anul următor, el și clubul său au reușit să rămână în ligă și au ajuns și în finala cupei din 1939, unde el și echipa sa au pierdut cu 0-2 în fața Rapidului București.
În sezonul 1939/40, Popescu a obținut cel mai bun rezultat al timpului său la Sportul. Cu 14 goluri, a ocupat locul patru în topul marcatorilor și a ajuns pe locul trei în ligă, în spatele rivalelor locale Venus București și Rapid București. În sezonul următor, aproape că a reușit să-și repete bilanțul personal cu 13 goluri, dar echipa a reușit să se plaseze doar la mijlocul terenului.
Din cauza izbucnirii celui de-al Doilea Război Mondial, jocul în Divizia A a fost oprit în 1941 și a continuat doar Cupa României. Sportul a ajuns în finala cupei din 1943 , dar a pierdut cu 4-0 la CFR Turnu Severin. Popescu a fost nevoit apoi să-și întrerupă cariera de fotbalist pentru că a fost recrutat în armata română.
După ce s-a întors de pe front, Popescu a jucat pentru scurt timp la Carmen București în 1944, înainte de a reveni la Sportul, care se numea la acea vreme Sparta București. Acolo, în ciuda a zece goluri în douăsprezece jocuri în 1946, a ratat calificarea în Divizia A și s-a alăturat din nou lui Carmen. Cu noul său club a reușit să câștige locul secund în spatele ITA Arad în sezonul 1946/47 și, astfel, cel mai bun loc din cariera sa, dar a marcat doar patru goluri. În vara anului 1947, Carmen a fost dizolvată de conducerea politică românească și înlocuită de nou-înființatul club sportiv al armatei ASA București, la care s-a mutat și Popescu. După ce abia a stat în ligă în primul an, Popescu a jucat cu greu în sezonul 1948/49 și și-a încheiat cariera activă.

### Echipa națională
Popescu a jucat șase meciuri pentru naționala României de fotbal. A debutat pe 10 iunie 1937 într-un meci amical cu Belgia. A trebuit apoi să aștepte până la 31 martie 1940 până când noul selecționer național Virgil Economu să se bazeze pe el. Popescu a fost folosit în patru din cinci meciuri internaționale în acel an și a marcat singurul său gol în tricoul național în meciul împotriva Iugoslaviei din 22 septembrie 1940. Pe 13 iunie 1943 a jucat ultimul său meci internațional împotriva Slovaciei.

## Cariera de antrenor
După încheierea carierei sale active, Popescu a devenit antrenor al fostului său club CCA București (mai târziu Steaua București) în martie 1951, la începutul sezonului 1951, în locul lui Francisc Ronnay. În primul său an a câștigat dubla campionat și cupă. El a reușit să repete acest succes un an mai târziu, înainte de a fi înlocuit de Ronnay în august 1953.
În mai 1952, Popescu preluase deja funcția de selecționer național pe lângă activitatea sa pentru CCA. În această calitate s-a ocupat de selecția României la Jocurile Olimpice din 1952 de la Helsinki, dar a pierdut în primul meci în fața eventualilor campioni olimpici Ungaria. După ce a ratat calificarea la Cupa Mondială din 1954, a fost înlocuit de Ștefan Dobay în toamna anului 1953.
La începutul anului 1955 Popescu redevine selecționer național. În al doilea mandat, el a ratat calificarea la Cupa Mondială din 1958, terminând pe locul al doilea în spatele Iugoslaviei. În toamna anului 1958 a fost înlocuit de Augustin Botescu. Anterior a preluat din nou CCA București ca antrenor principal în august 1958. Spre deosebire de primul său mandat, a câștigat un singur titlu cu campionatul din 1960. Ștefan Onisie l-a înlocuit apoi din iulie 1960.
La începutul anului 1961, Popescu a devenit pentru a treia oară selecționer național și a câștigat cele două meciuri internaționale din acel an. A revenit apoi din nou ca antrenor de club al Stelei București (fostul CCA București) din martie până în iulie 1962, dar nu a mai putut câștiga campionatul în a doua jumătate a sezonului 1961/62, dar a reușit să câștige Cupa României. După încă două meciuri ca antrenor național în toamna lui 1962, și-a încheiat cariera. A fost colonel în Ministerul Apărării Naționale.

## Oficial de fotbal
Popescu a fost președinte al Asociației Române de Fotbal și al Uniunii pentru Cultură Fizică și Sport din ianuarie 1963 până în mai 1967. În timpul mandatului său, au fost înființate primele centre de fotbal pentru copii și tineri din România și a apărut revista de fotbal Fotbal. După înfrângerea internațională 1:7 împotriva Elveției în calificarea la Campionatul European din 1968, Popescu a demisionat din funcție și a revenit la Steaua București ca vicepreședinte până în 1973. Titlul de campionat al României a fost câștigat în 1968 și Cupa României de trei ori din 1969 până în 1971. De asemenea, a făcut parte din comisia UEFA însărcinată cu organizarea Campionatului European de Fotbal. În 1973 Popescu s-a retras oficial din fotbal și mai târziu a lucrat doar sporadic ca director tehnic, inclusiv la Steaua București din 1983 până în 1984.

## Palmares

### Jucător
CCA/Steaua București
- Cupa României (1): 1948-1949

### Manager
CCA/Steaua București
- Campionatul României: 1951, 1952, 1953, 1959-1960
- Cupa României: 1951, 1952, 1961-62

## Distincții
- Medalia Muncii (19 noiembrie 1952) pentru rezultatele obținute la Jocurile Olimpice de vară de la Helsinski[8]
- Ordinul Muncii clasa a III-a (3 septembrie 1962) „pentru contribuția adusă la dezvoltarea mișcării de cultură fizică și sport în Forțele Armate ale Republicii Populare Romîne, cît și pe plan național”[7]